# Dalechowy
Dalechowy – wieś w Polsce położona w województwie świętokrzyskim, w powiecie jędrzejowskim, w gminie Imielno.
W latach 1975–1998 miejscowość administracyjnie należała do województwa kieleckiego.

## Historia
W wieku XIX wieś opisana jest jako Dalechowy wieś w powiecie Jędrzejowskim. W połowie XV w dziedzicem był Korzeński herbu Strzemię. Dziesięcinę do {10 grzywien} pobiera pleban w Imielnie (L.B, II, 68)